# Datanet
 For alternative betydninger, se Netværk.
Et datanet, it-netværk eller computernetværk er en samling computere forbundet af netværksudstyr så de kan udveksle data.
Enheder, som genererer eller er sidste modtager, kaldes datanet-værter. Den fysiske forbindelse mellem computerne kan være udgjort af forskellige medier, mediet kan være et elektrisk kabel (kobber – elektrisk energi), en optisk fiber (lys – elektromagnetiske bølger) eller et trådløst (radio – elektromagnetiske bølger).
Datanet er normalt opbygget som en stak af protokoller, til inddeling i lag benyttes OSI-modellen som ses til højre. Lagdelingen muliggør forskellige underliggende protokollers samarbejde så det fx er lige meget om man bruger en ISDN- eller en ADSL-forbindelse til at komme på internettet.

## Datanet kategoriseret efter udstrækning
Datanet kan kategoriseres ved deres fysiske udstrækning: 
- PAN (eng. Personal Area Network) – Dækker nogle få meter.  
  - trådløst PAN WPAN (eng. wireless Personal Area Network) – F.eks. fra en bærbar eller PDA til en printer via Bluetooth.
- LAN (lokalnet, hjemmenet, eng. Local Area Network) – Et LAN dækker typisk op til 5 km diameter (nogle bygninger).
  - trådløst LAN WLAN (eng. Wireless Local Area Network). F.eks. Wi-Fi.
- MAN (eng. Metropolitan Area Network) – MAN dækker typisk mellem 5 og 50 km diameter (en by).
- WAN (eng. Wide Area Network) – WAN dækker typisk flere byer.
- IPN (eng. InterPlaNet, InterPlanetary Internet)

## Datanet kategoriseret efter interaktion
Datanetanvendelser kan kategoriseres med hensyn til datanet-værternes funktionelle interaktion: 
- klient-server (eng. client-server)
- peer-to-peer
- multi-tier arkitektur

## Datanetkategoriseret efter topologi
Datanet anvendelser kan kategoriseres med hensyn til det forbundne datanets topologi: 
- Stjernenet (eng. star network)
- delvist forbundet datanet (eng. grid network)
- trænet (eng. tree network)

## Generelt om datanet
Datanet udveksler data i henhold til datanetprotokoller. Disse kan med fordel kategoriseres i lag i henhold til OSI-modellen.
Et kredsløbskoblet datanet (eng. Circuit-Switched Network, CSN) formidler/tilvejebringer et datakredsløb mellem datanet-værter. Et analogt telefonsystem PSTN er et eksempel på et kredsløbskoblet datanet. En analog telefon er et stykke kredsløbskoblet datanet-vært.
Et pakkekoblet datanet (eng. Packet-Switched Network, PSN) er lavet til at formidle/videresende datapakker. PSDN er pakkekoblede datanet. En computer med ethernet netkort er et stykke pakkekoblet datanet-vært.
Inden en datastrøm eller datafil sendes ud gennem et pakkekoblet datanet, opdeles de i bidder kaldet datapakker.
Internettet er et WAN PSN, som benytter IP (OSI lag 3) som bæreprotokol til for eksempel TCP, UDP og IGMP (OSI lag 4). Eksempler på TCP baserede protokoller: FTP, HTTP, Telnet, NNTP (OSI lag 5).
Lokalnet (LAN) benytter typisk DIX ethernet II eller IEEE 802.3 (OSI lag 2) som bæreprotokol og ramme.